# François-Louis-Antoine de Bourbon Busset
Pour les autres membres de la famille, voir Maison de Bourbon Busset.
François-Louis-Antoine, comte de Bourbon Busset (26 août 1722, château de Vésigneux - 16 janvier 1793, château de Busset), est un général français issu de la maison de Bourbon Busset.

## Biographie
Il entra aux mousquetaires dès le 9 décembre 1737, et obtint une compagnie dans le régiment de cavalerie d'Andlau par commission du 28 août 1741. Il commanda cette compagnie au siège de Prague, au ravitaillement de Frauenberg, à la défense et à la retraite de Prague en 1742 et à la bataille de Dettingen en 1743. Il servit à l'armée du Rhin en 1744, fut détaché à Weissembourg et mis à la tête de deux compagnies, qui composaient toute la garnison de cette place. Y ayant été investi par l'armée autrichienne, il opposa une résistance suffisante pour obtenir une capitulation honorable. Il servit à l'armée du Bas-Rhin, au camp de Chièvres et au siège d'Ath en 1745.
Promu mestre de camp du même régiment, il le commanda au siège de Bruxelles et à la bataille de Rocourt en 1746, à la bataille de Lauffeld et au siège de Bergen-op-Zoom en 1747, au siège de Maastricht en 1748, au camp de Sarre-Louis en 1754, à la bataille de Hastenbeck, où il obtint les éloges du maréchal d'Estrées, à la prise de Minden et de Hanovre, au camp de Clostersevern, et à la marche sur Zell en 1757. Il fut blessé à la bataille de Rossbach en y soutenant les efforts de l'ennemi à l'aile gauche en attendant la réserve commandée par le comte de Saint-Germain. 
Promu brigadier des armées du roi en mai 1758, il servit à l'armée d'Allemagne, combattit à la bataille de Krefeld, où il eut un cheval tué sous lui, et à la bataille de Lutzelberg. Il servit sur les côtes en 1759, fut employé à l'armée d'Allemagne et se trouva aux combats de Korbach et de Varbourg. 
En 1761, il servit encore à l'armée d'Allemagne, que commandait le maréchal de Broglie, et se trouva à la Bataille de Villinghausen. Il obtint, le 1er août 1761, un brevet qui rétablissait pour lui et ses descendants le titre de cousin du roi, dont avaient joui ses ancêtres.
Son régiment ayant été incorporé, par ordonnance du 1er décembre, avec celui de Fumel, pour former le régiment Royal-Picardie, il fut alors déclaré maréchal de camp. Il fut pourvu de la charge de premier gentilhomme de la chambre du comte d'Artois par brevet du 16 septembre 1770, et obtint le grade de lieutenant-général le 1er mars 1780.
Gendre du maréchal duc Gaspard de Clermont-Tonnerre, il est le père du général Louis-François-Joseph de Bourbon Busset (1749-1829) et le grand-père de François-Louis-Joseph de Bourbon Busset.

## Sources
- Jean Baptiste Pierre Jullien de Courcelles, Dictionnaire historique et biographique des généraux français, depuis le onzième siècle jusqu'en 1820, Volume 9, 1823